# Hans Riechert (Münzmeister)
Hans Riechert (geboren vor 1545; gestorben nach 1569) war ein deutscher Münzmeister. Sein Münzzeichen in Hannover war ein nach links gewandter Löwenkopf mit offenem Rachen.

## Leben
Hans Riechert wirkte in der ersten Hälfte des 16. Jahrhunderts in Hannover als Alt-Geselle (Ohm) des stadthannoverschen Münzmeisters Kunze Stridinger. Riecherts Münzzeichen fand sich auf Prägungen der Jahre 1545 und 1546, obwohl er erst im September 1547 in der Nachfolge des unter anderem wegen Falschmünzerei inhaftierten Stridingers das Amt des hannoverschen Münzmeisters übernahm. Diese Tätigkeit übte er bis 1554 aus.
Von 1568 bis April 1569 arbeitete Riechert in Wunstorf.